# Елиникос Ворас
„Елиникос Ворас“ (на гръцки: Ελληνικός Βορράς) е гръцки вестник, който започва да излиза в Солун като всекидневник в 1936 година.
Пръв издател е Г. Левантис, а главен редактор е Ставрос Станкос. Вестникът спира да излиза за известно време след идването на диктатурата на Йоанис Метаксас на 4 август 1936 година. Възстановен е в 1945 година от Петрос Левантис, Василис Месолонгитис и Х. Хиотопулос и подкрепя Либералната партия. В 1952 година започва да подкрепя Гръцки сбор на Александрос Папагос, а от 1956 година - Националния радикален съюз на Константинос Караманлис. От 1986 година е седмичник. През последната четвърт на XX век управител на вестника е Николаос Мердзос.